# Charlie Kaufman
Pour les articles homonymes, voir Kaufman.
 (mai 2022).
Charles Kaufman, dit Charlie Kaufman, est un scénariste, réalisateur et écrivain américain, né le 19 novembre 1958 à New York.

## Biographie

### Carrière
Il commence sa carrière à la télévision. Il écrit deux épisodes de la série de Chris Elliott Get a Life et collabore aux scénarios d'une douzaine d'autres séries comme Ned and Stacy ou The Dana Carvey Show.
Charlie Kaufman rencontre le succès en écrivant le scénario de Dans la peau de John Malkovich (Being John Malkovich) de Spike Jonze, scénario qui lui vaut une nomination aux Oscars et un BAFTA. Il écrit ensuite Human Nature, qui sera réalisé par Michel Gondry, puis retrouve Spike Jonze pour Adaptation qui lui vaut une nouvelle nomination aux Oscars et un autre BAFTA. Kaufman écrit alors le scénario du premier film réalisé par George Clooney, Confessions d'un homme dangereux (Confessions of a Dangerous Mind), la biographie de l'animateur de jeux télévisés et soi-disant agent de la CIA Chuck Barris.
En 2004 sort Eternal Sunshine of the Spotless Mind, sa seconde collaboration avec Michel Gondry. Développé avec ce dernier sur la base d'une idée originale de l'artiste contemporain Pierre Bismuth, le scénario leur vaut à tous trois l'Oscar 2005 du meilleur scénario original. Il réalise son premier film, dont il a écrit le scénario, Synecdoche, New York, en 2008.

## Filmographie

### Scénariste
- 1990 : Get a Life (série télévisée)
- 1992 : The Edge (série télévisée)
- 1993 : The Trouble with Larry (série télévisée)
- 1995 : Ned and Stacey (série télévisée)
- 1996 : The Dana Carvey Show (série télévisée)
- 1999 : Dans la peau de John Malkovich (Being John Malkovich) de Spike Jonze
- 2001 : Human Nature de Michel Gondry
- 2002 : Adaptation de Spike Jonze (crédité avec son frère fictif Donald Kaufman)
- 2002 : Confessions d'un homme dangereux (Confessions of a Dangerous Mind) de George Clooney
- 2004 : Eternal Sunshine of the Spotless Mind de Michel Gondry
- 2008 : Synecdoche, New York de lui-même
- 2015 : Anomalisa (coréalisé avec Duke Johnson)
- 2019 : Chaos Walking de Doug Liman
- 2020 : Je veux juste en finir (I'm Thinking of Ending Things) de lui-même
- 2024 : La Nuit d'Orion (Orion and the Dark) de Sean Charmatz

### Réalisateur
- 2008 : Synecdoche, New York
- 2015 : Anomalisa (coréalisé avec Duke Johnson)
- 2020 : Je veux juste en finir (I'm Thinking of Ending Things)

### Producteur
- 2025 : The Actor de Duke Johnson

## Publication
- Antkind, Random House, 2020

- Antkind, trad. de Claro, Paris, Éditions du sous-sol, 2022, 864 p.  (ISBN 978-2-364-68420-1)

## Distinctions

### Récompenses
- Oscars 2005 : meilleur scénario original pour Eternal Sunshine of the Spotless Mind avec Pierre Bismuth et Michel Gondry

### Nominations
- Oscars 2000 : meilleur scénario original pour Dans la peau de John Malkovich
- Oscars 2003 : meilleur scénario adapté pour Adaptation